# Vincenzo Franceschini (pittore)
Vincenzo Franceschini (Casandrino, 1812 – Casandrino, 1884) è stato un pittore italiano.

## Biografia
Allievo di Anton Sminck van Pitloo, faceva parte della Scuola di Posillipo. È stato un paesaggista verista.